# Piñan
Piñan (Bayan ng Piñan) är en kommun i Filippinerna. Kommunen ligger på ön Mindanao, och tillhör provinsen Zamboanga del Norte. Folkmängden uppgår till 17 950 invånare.

## Barangayer
Piñan är indelat i 22 barangayer.
| - Adante - Bacuyong - Bagong Silang - Calican - Del Pilar - Desin - Dilawa - Dionum - Lapu-lapu - Lower Gumay - Luzvilla | - Poblacion North - Poblacion South - Santa Fe - Segabe - Sikitan - Silano - Teresita - Tinaytayan - Ubay (Daan Tipan) - Upper Gumay - Villarico |